# Henrietta Kerez
Henrietta Kerez, née Henrietta Keresztes le 8 février 1977 à Budapest, est une actrice pornographique hongroise.
Elle a commencé sa carrière en 1998, dans des films, sur Internet et pour des magazines dont Penthouse (Pet of the Month d'août 2000), sous le pseudonyme d'Orchidea Keresztes.
Elle est la sœur aînée de Gabriella Kerez (arz), brune quant à elle, née le 31 octobre 1979 à Nagykamarás, elle-même actrice pornographique (apparue notamment en 2001  dans Private Casting X 30), mais avec laquelle aucune scène filmée commune ne semble référencée à ce jour.

## Filmographie partielle
- En 2007 : Sex with Peaches (V[Quoi ?][3]) ;
- 2006 :

1. Supreme hardcore 1 (V),
2. The Art of Kissing 2 (V),
3. Sticky fingers 2 (V) ;

- 2005 :

1. Pink velvet 3 : a lesbian odyssey (V),
2. She's mine! (V) ;

- 2004 :

1. Girl on girl (V),
2. Warm sun/hot feet (V),
3. Savor my socks (V),
4. Anal dreams (V),
5. Private times video 504 : orchid (V) ;

- 2003 : Searching for Silvia (V) ;
- 2002 :

1. Private gold 55 : gladiator 2 - In the city of lust (V),
2. Private gold 56 : gladiator 3 - Sexual conquest (V),
3. Hustler XX 14 (V) ;

- 2001 : The real thing (V) (as Orchidea) ;
- 1999 : Private gold 30 : fatal orchid 1 (V) ;
- 1998 : Private black label 3 : indecency (V).